# Ultima Thule (banda)
Ultima Thule es una banda sueca de punk rock y rock nacionalista vinculada con la ideología de extrema derecha, fascista y neonazi, formada en Oxelösund, Suecia, en 1984. Su estilo musical incorpora influencias del Oi!, el rock clásico y la música folklórica escandinava.

## Historia

### Inicios
La banda se originó en la ciudad industrial de Oxelösund a finales de los años 70, influenciada por el auge del punk británico. Janne Thörnblom, junto con Ulf Hansen, Thomas Krohn y el guitarrista Ben Adolfsson Busk, formaron la agrupación tras la disolución de bandas anteriores como Ugly Spots y Dög Lag.
En 1982, comenzaron a tocar juntos y en 1983 grabaron su primer casete con seis temas originales, incluyendo Nationalsången, Vikings y Sverige, Sverige fosterland.

### Etapa Oi! y cambio de nombre
Con la difusión del movimiento Oi! británico entre jóvenes de clase obrera suecos, muchos punks adoptaron una estética skinhead. En este contexto, la banda cambió su nombre a Ultima Thule, en referencia al término clásico para las tierras del extremo norte de Europa.

### Primeros lanzamientos
En 1985 lanzaron su primer EP Sverige, Sverige fosterland, con apoyo financiero de la organización BSS (Bevara Sverige Svenskt), vinculada a la extrema derecha sueca.
En 1990 grabaron el LP Hurra för Nordens Länder con el sello alemán Rock-O-Rama, asociado a la música racista white power («orgullo blanco»).

### Éxito comercial
El álbum För Fäderneslandet (1992) vendió más de 100.000 copias y alcanzó dos discos de oro en Suecia. Durante este periodo, sus discos The Early Years, Svea Hjältar y För Fäderneslandet coincidieron en el top 20 sueco.
Su popularidad generó controversia en los medios, debido a su estética nacionalista y conexiones previas con movimientos extremistas.
En 1993 publicaron Vikingabalk y firmaron contrato con el productor Bert Karlsson, lo que intensificó la atención mediática. El grupo participó en programas de televisión como Nyhetsmorgon y ofreció un concierto con cobertura de 14 canales de TV, recibiendo un disco de oro en directo.

### Giras internacionales
A mediados de los 90 realizaron giras en Alemania, Bélgica, Finlandia, Francia e Italia, junto a bandas como Midgårds Söner y Heroes. En algunos conciertos interpretaron versiones en inglés de sus canciones.

## Controversias y vinculación ideológica
Ultima Thule ha sido asociada históricamente con el movimiento skinhead nacionalista sueco y con el llamado white power music scene, especialmente durante sus primeros años.
Aunque la banda ha declarado en múltiples ocasiones no ser racista ni neonazi, sino patriota, diversos analistas cuestionan esa distinción, considerando que han difundido ideología ultranacionalista mediante su música.
En 1994, miembros de la banda abrieron una tienda en Nyköping donde se vendía música de grupos neonazis como Heroes in the Snow, Svastika y Vit Agression, con quienes compartieron escenario. También colaboraron con el sello Ragnarock Records, especializado en música nacionalista extrema.
Algunos medios han documentado la relación de sus miembros con políticos del partido Demócratas de Suecia, como Jimmie Åkesson.
La NASA cambió el nombre de un descubrimiento llamado «Ultima Thule» por vinculaciones fascistas.

## Atentado de 2000
En 2000, un atentado con bomba destruyó el local de Ultima Thule Records, provocando la pérdida de material discográfico, instrumentos y documentos. La banda continuó su actividad en locales provisionales y lanzó el álbum Resa utan slut en 2001.

## Proyectos paralelos e internet
Durante los 2000 fundaron la tienda No Shame y retomaron proyectos paralelos como Headhunters (Oi! en inglés) y HotRod Frankie (psycho-rockabilly). En 2006 lanzaron Yggdrasil y en 2007 un box set por su 25 aniversario. En 2009 publicaron el álbum Korpkvädet.

## Estilo musical
Su estilo fusiona punk rock con rock clásico, Oi! y melodías folklóricas escandinavas. Algunas canciones reversionan himnos patrióticos suecos o hacen referencias a la mitología nórdica.

## Discografía destacada
- 1985 – Sverige, Sverige fosterland (EP)
- 1990 – Hurra för Nordens Länder
- 1992 – Svea Hjältar
- 1992 – För Fäderneslandet
- 1993 – Vikingabalk
- 2001 – Resa utan slut
- 2005 – Yggdrasil
- 2007 – 25 Year Anniversary
- 2009 – Korpkvädet